# جورج دوبسون (لاعب كرة قدم)
جورج دوبسون (بالإنجليزية: George Dobson) هو لاعب كرة قدم بريطاني، ولد في 15 نوفمبر 1997 في Harold Wood ‏ في المملكة المتحدة. لعب مع سبارتا روتردام ووست هام يونايتد.

## وصلات خارجية
- جورج دوبسون على موقع قاعدة بيانات كرة القدم.إي يو (الإنجليزية)
- جورج دوبسون على موقع Soccerbase.com (لاعب) (الإنجليزية)
- جورج دوبسون على موقع Soccerway.com (الإنجليزية)
- جورج دوبسون على موقع عالم كرة القدم.نت (الإنجليزية)